# بريستن (دائرة انتخابية في المملكة المتحدة)
بريستن  (بالإنجليزية: Preston)‏ هي إحدى الدوائر الانتخابية في المملكة المتحدة الممثلة في مجلس العموم في برلمان المملكة المتحدة.
عضو البرلمان الذي يمثلها حالياً هو :Mr Mark Hendrick (Lab/Co-op).